# Zbigniew Wolski
Zbigniew Wolski (ur. 15 listopada 1924 w Szumsku koło Wilna, zm. 11 stycznia 2017) – polski magister inżynier architekt, autor podręczników dla szkół zawodowych.

## Życiorys

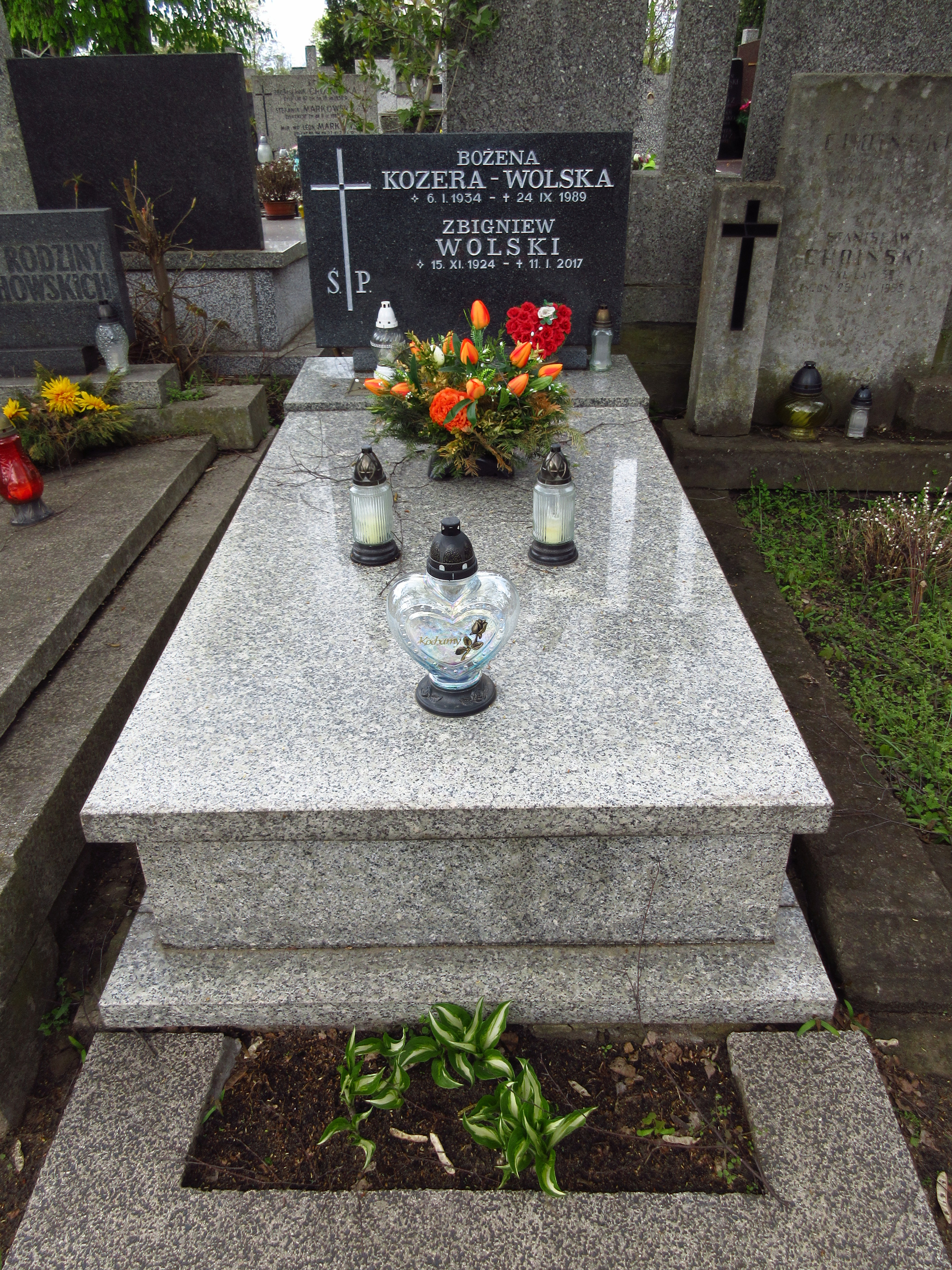
Grób Zbigniewa Wolskiego na cmentarzu Bródnowskim

W czasie II wojny światowej był działaczem Armii Krajowej. Po wojnie jako architekt pracował przy tworzeniu planów odbudowy między innymi kościoła pw. św. Michała Archanioła i św. Floriana Męczennika (dzisiaj Bazylika katedralna św. Michała Archanioła i św. Floriana Męczennika w Warszawie), kościoła Matki Bożej Łaskawej na warszawskim Starym Mieście oraz kościoła św. Aleksandra przy warszawskim Placu Trzech Krzyży. Był również autorem wielu podręczników dla szkół zawodowych, które przez lata stanowiły podstawę programową nauczania parkieciarzy w Polsce. Zmarł 11 stycznia 2017 i został pochowany na cmentarzu Bródnowskim w Warszawie (kwatera 51H-1-8).

## Wybrana bibliografia autorska
- Malarz budowlany: wiadomości podstawowe ("Budownictwo i Architektura", Warszawa, 1955)
- Parkieciarz : podstawy wiedzy i praktyki zawodowej (Stowarzyszenie Parkieciarze Polscy, Warszawa, 2007; ISBN 978-83-926602-0-0)
- Roboty podłogowe i okładzinowe : poradnik ("Arkady", 1969, Warszawa)
- Sztukatorstwo: podręcznik dla zasadniczej szkoły zawodowej (Wydawnictwa Szkolne i Pedagogiczne, Warszawa, 1988; ISBN 83-02-03604-8)
- Tworzywa sztuczne w technice budowlanej (Centralny Ośrodek Informacji Budownictwa, Warszawa, 1974)
- Zarys materiałoznawstwa budowlanego (Wydawnictwa Szkolne i Pedagogiczne, Warszawa, 1994; ISBN 83-02-05589-1)